# Інертні гази
Інертні гази — це гази, які є зазвичай хімічно інертними (нереактивними) і в умовах заданої хімічної реакції не беруть участі в її перебігу. До інертних газів належать благородні гази. Інертні гази відзначаються великим значенням негативної ентальпії утворення. Вони не мають запаху та неотруйні. Благородні гази також часто не реагують з багатьма речовинами і історично їх називали інертними газами. Проте у ширшому розумінні є також і інші інертні гази, які зазвичай використовуються для уникнення небажаних хімічних реакцій, що погіршують зразок. З цієї точки зору вживання терміна «інертний газ» не обов'язково є елементарним і часто є газом, сполукою із декількох елементів. Наприклад, в даному розумінні, азот можна вважати інертним газом.
Багато хімічних реакцій вимагають їх проведення в атмосфері інертного газу через те, що кисень та водяна пара, що містяться у повітрі, можуть перешкоджати і утворювати небажані побічні продукти.
Використання конкретного інертного газу пристосовується для конкретних умов. Наприклад, азот як інертний газ може бути використаний при паянні, а при використанні зварювання металів при високій температурі він може вступати в небажану реакцію, тому його замінюють на дещо дорожчий аргон, який як благородний газ і при високій температурі є інертним. Інертні гази застосовують для прополоскування місць у посудинах, де можуть нагромаджуватися залишки горючих газів, для їх видалення, у випадку коли кисень повітря може утворювати з цими рештками горючі суміші. При витіснені кисню із атмосфери, що оточує певні процеси, наприклад плавки металів, інертні гази запобігають горінню, вибухам, запалюванню.

## Небезпека

Попереджувальний знак небезпеки задухи.

Оскільки більшість живих створінь, у тому числі людина потребують кисень для дихання, необхідно обережно поводитися з великою кількістю інертних газів, особливо у закритих приміщеннях. Наприклад диоксид вуглецю при високих концентраціях у повітрі приводить до відчуття задухи, а більшість інертних газів такого відчуття не викликає і витіснення ними кисню з повітря приводить до асфіксії. Як наслідок її буде втрата свідомості та смерть через задуху.